# Фишер, Питер Стивен
Питер Стивен Фишер (англ. Peter Steven Fischer; 10 августа 1935, Куинс, Нью-Йорк — 30 октября 2023, Пасифик-Гров, Калифорния) — американский сценарист и продюсер, наиболее известен по работе над сериалом «Она написала убийство» (1984—1996), который он создал совместно с Ричардом Левинсоном и Уильямом Линком.

## Карьера
Фишер был исполнительным продюсером сериала «Она написала убийство» в течение первых семи сезонов. Всего он написал более 30 эпизодов шоу.
Фишер также написал сценарии для телесериалов «Доктор Маркус Уэлби» (3 эпизода, 1972—1973), «Баретта» (1 эпизод, 1975), «Коджак» (1 эпизод, 1975), «Загадки Эдди Капры» (12 эпизодов, 1978—1979), «Коломбо» (9 эпизодов, 1974—1995), телевизионного фильма «Бегство от смерти» (1991) и других.
В настоящее время живёт в Пасифик Гроув, Калифорния.

## Награды и номинации
| Год  | Награда                      | Категория                   | Работа                | Результат |
| ---- | ---------------------------- | --------------------------- | --------------------- | --------- |
| 1985 | Премия Эдгара Аллана По      | Лучший эпизод телесериала   | Она написала убийство | Победа    |
| 1985 | Прайм-таймовая премия «Эмми» | Лучший драматический сериал | Она написала убийство | Номинация |
| 1986 | Прайм-таймовая премия «Эмми» | Лучший драматический сериал | Она написала убийство | Номинация |
| 1987 | Прайм-таймовая премия «Эмми» | Лучший драматический сериал | Она написала убийство | Номинация |